# Philipp von Langenhan

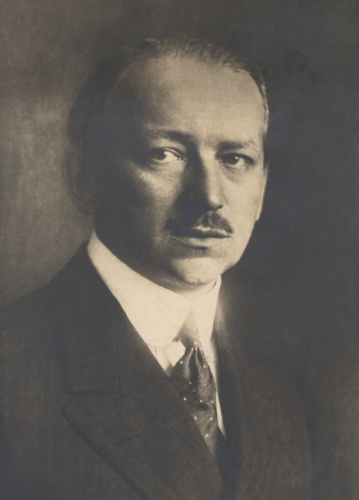
Philipp von Langenhan

Philipp von Langenhan (* 4. Juni 1878 in Czernowitz, Bukowina; † 14. November 1960 in München) war ein böhmisch-österreichischer Politiker und Industrieller. Er war Abgeordneter zum Österreichischen Abgeordnetenhaus und Mitglied der Provisorischen Nationalversammlung.  

## Leben
Langenhan wurde als Sohn eines Industriellen sowie Handelskammerpräsidenten geboren und evangelisch getauft. Seine Vorfahren waren dabei aus Norddeutschland zugewandert. Er besuchte die Volksschule und ein Gymnasium und studierte in der Folge Rechtswissenschaften an der Universität Czernowitz sowie an der Universität Leipzig und der Universität Wien. Des Weiteren studierte er an der Handelsakademie in Leipzig. Er leistete seinen Militärdienst beim Divisions-Artillerie-Regiment Nr. 6 in Wien ab und war in der Folge drei Jahre lang als Gerichtsauskultant im Staatsdienst beschäftigt. Beruflich war Langenhan danach als Industrieller in Wien aktiv, wobei er zudem als Vorstandsmitglied der deutsch-nationalen Geschäftsstelle wirkte. Er kandidierte bei der Reichsratswahl 1911 im Wahlbezirk Böhmen 98 (Böhmen) für Deutsche Fortschrittspartei und konnte im ersten Wahlgang 46,5 % der Stimmen erreichen. Bei der Stichwahl konnte er sich schließlich mit 53,5 % gegen den Sozialdemokraten Benno Karpeles durchsetzen. Er wurde am 17. Juni 1911 im Abgeordnetenhaus des Reichsrates angelobt und war zeitweise Mitglied im Ausschuss zur Behandlung der wirtschaftlichen Beziehungen zu Ungarn (Bankenausschuss), Mitglied im Ausschuss zur Verhandlung der bosnischen Vorlage, Mitglied im volkswirtschaftlichen Ausschuss, Mitglied im Wehrausschuss, Mitglied im Eisenbahnausschuss, Mitglied im kriegswirtschaftlichen Ausschuss sowie Mitglied im Ausschuss für Staatsverträge. Nach dem Zusammenbruch der Habsburgermonarchie war Langenhan durch sein Reichsratsmandat in einem deutschsprachigen Wahlbezirk zwischen dem 21. Oktober 1918 und dem 16. Februar 1919 Mitglied der Provisorischen Nationalversammlung. Zudem wirkte er nach dem Frieden von Saint-Germain als Verbindungsmann zwischen dem Sudetendeutschen Heimatbüro in Österreich und den reichsdeutschen Stellen.